# Zofia Cybulska
Zofia Cybulska z domu Górska (ur. 11 sierpnia 1932 w Kolnie, zm. 30 marca 2014) – polska rolniczka, poseł na Sejm PRL VI i VII kadencji.

## Życiorys
Córka Jana i Anny. Ukończywszy gimnazjum ogólnokształcące, w latach 1950–1957 była nauczycielką w szkole podstawowej. W 1954 wstąpiła do Zjednoczonego Stronnictwa Ludowego. Była sekretarzem wiejskiego koła i zarządu gromadzkiego ZSL w Kamionnie, następnie zasiadała w prezydium Powiatowego Komitetu partii, a także była zastępcą członka Wojewódzkiego Komitetu ZSL w Poznaniu i zastępcą członka Naczelnego Komitetu stronnictwa. Zasiadała w Powiatowej Radzie Narodowej. Była także przewodniczącą Koła Gospodyń Wiejskich w Kamionnie i członkiem Powiatowej Rady KGW. W 1972 i 1976 uzyskiwała mandat posła na Sejm PRL w okręgach kolejno Szamotuły i Gorzów Wielkopolski. Zasiadała przez dwie kadencje w Komisji Oświaty i Wychowania, w trakcie VII kadencji ponadto w Komisji Administracji, Gospodarki Terenowej i Ochrony Środowiska.

## Odznaczenia
- Medal 30-lecia Polski Ludowej